# Weekly Young Sunday
Il Weekly Young Sunday (週刊ヤングサンデー?, Shūkan Yangu Sandē) è una rivista giapponese di manga seinen pubblicata da Shogakukan dal 10 aprile 1987. Sostituì Shōnen Big Comic come rivista di manga shōnen di Shogakukan, continuandone anche alcune serie. Delle volte viene abbreviato con Yansan (ヤンサン?).

## Manga in pubblicazione
- Aoi Honō, di Kazuhiko Shimamoto (iniziò nell'uscita 15 del 2007, ma non è presente ad ogni numero)
- Cut: Katsuhito, di Tomomi Muronaga (iniziò nell'uscita 16 del 2007)
- Dr. Kotō Shinryōjo, di Takatoshi Yamada (iniziò nell'uscita 19 del 2000)
- Fighting Beauty Wulong, di Yūgo Ishikawa
- Irasshāse., di Yūsuke Yoshida (iniziò nell'uscita 21/22 del 2004)
- Jimuin A-ko, di Hiroyuki Nishimori (iniziò nell'uscita 14 del 2006)
- Karen Jogakiun Kōkō Danshi Kendōbu, di Kenji Morita (iniziò nell'uscita 13 del 2007)
- Odawara Dragon Quest!, di Dragon Odawara (iniziò nell'uscita 7/8 del 2003)
- Odds, di Osamu Ishiwata (iniziò nell'uscita 14 del 2006)
- Oyasumi Pun Pun, di Inio Asano (iniziò nell'uscita 15 del 2007)
- Sakuranbo Syndrome: Kupido no Itazura Nijidama II, di Taku Kitazaki (iniziò nell'uscita 34 del 2006)
- Shin Seishun-kun, di Yasutaka Togashi (iniziò nell'uscita 1 del 2007)
- Short Cuts, di Usamaru Furuya (1998-?)
- Thanatos: Mushikera no Ken, di Shinji Takehara (scrittore) e Yūsuke Ochiai (artista) (iniziò nell'uscita 1 del 2007)
- Zetsubō ni Kiku Kusuri, di Reiji Yamada (iniziò nell'uscita 38 del 2003)

## Titoli conclusi
Questi titoli hanno concluso la loro apparizione sul Weekly Young Sunday.
- Birdy the Mighty, di Masami Yūki (iniziò nel numero 4/5 in 2003, fine nel 2008)
- Heads, di Keigo Higashino (scrittore) e Motorō Mase (artista) (18 luglio 2002 – 24 aprile 2003)
- Ichi the Killer, di Hideo Yamamoto (Dal maggio 1998 al 2001)
- Idol Ace, di Mitsuru Adachi (iniziò nell'uscita 36/37 del 2005, ma non è presente ad ogni numero. Fine nel 2007)
- Ikigami, di Motorō Mase (iniziò nell'uscita 9 del 2005, ma non è presente ad ogni numero. Fine nel 2011)
- Kakeru, di Kenjirō Takeshita (1997-?)
- Kurosagi, di Takeshi Tatsuhara, (iniziò nell'uscita 50 del 2003)
- O~i! Ryoma, di Tetsuya Takeda (1986-1996)
- One Pound Gospel, di Rumiko Takahashi (non sempre presente, da marzo 1987 - gennaio 2007)
- Over Rev!, di Katsumi Yamaguchi (1997-?)
- Seishun-kun, di Yasutaka Togashi (1989-?)
- Sakura Diaries di U-Jin (1995-2000)
- Densha otoko - Il ragazzo del metrò, di Hitori Nakano e Hidenori Nara (2006)
- Tell Me A Lie, di Gōshō Aoyama (2007)
- SEX, di Atsushi Kamijo (1988-1992)
- BUGS: Summer of Predators, di Kyoichi Nanatsuki & Yoshihide Fujiwara (2006-2007)